# Gregorio Carvallo de la Parra
Gregorio Carvallo de la Parra (Bogotá, siglo XVII – 7 de octubre de 1667) fue un sacerdote y pintor santafereño del período colonial. Reconocido por su formación artística en el taller de los figueroa, destacó por su obra religiosa y por su contribución al arte colonial en el Virreinato de la Nueva Granada.

## Biografía
Gregorio Carvallo de la Parra nació en Bogotá (entonces Santa Fe de Bogotá), en el siglo XVII. Se formó como pintor bajo la tutela de Gaspar de Figueroa, quien fue un reconocido maestro de su tiempo. En 1657, Carvallo ya figuraba como discípulo de Figueroa, consolidando su estilo y técnica en el ámbito religioso.
Su obra más conocida durante mucho tiempo fue un Ecce Homo, que originalmente pertenecía al Convento de Santa Inés y actualmente se encuentra en la iglesia de San Antonio María de Ligorio en Bogotá, fechado en 1659. Sin embargo, en la exposición *Revelaciones: Pintores de Santafé en Tiempos de la Colonia* (1989), se atribuyó a Carvallo otra obra notable: un cuadro que representa a San Juan de Dios acompañado por un ángel.
En su testamento, firmado en 1667, Carvallo dejó sus lienzos, libros de estampas y materiales de pintura a su discípulo Esteban de Tabera. En este documento mencionó específicamente su libro titulado Los Siete Infantes de Lara y otras estampas que servían para su trabajo artístico.
Falleció en Bogotá el 7 de octubre de 1667.

## Obra y técnica
La obra de Carvallo de la Parra se enmarca en el estilo Barroco colonial, caracterizado por el dramatismo y el uso de composiciones religiosas que apelan a la devoción. Sus piezas conocidas incluyen:
- Ecce Homo, Iglesia de San Antonio María de Ligorio, Bogotá. Fechado en 1659.
- Representación de San Juan de Dios y la imposición de la casulla con un ángel.

Sus técnicas artísticas incluyen el uso de lienzos y estampas como referencias iconográficas, elementos que eran comunes entre los pintores coloniales para garantizar la precisión de las representaciones religiosas.